# Natalis de Wailly

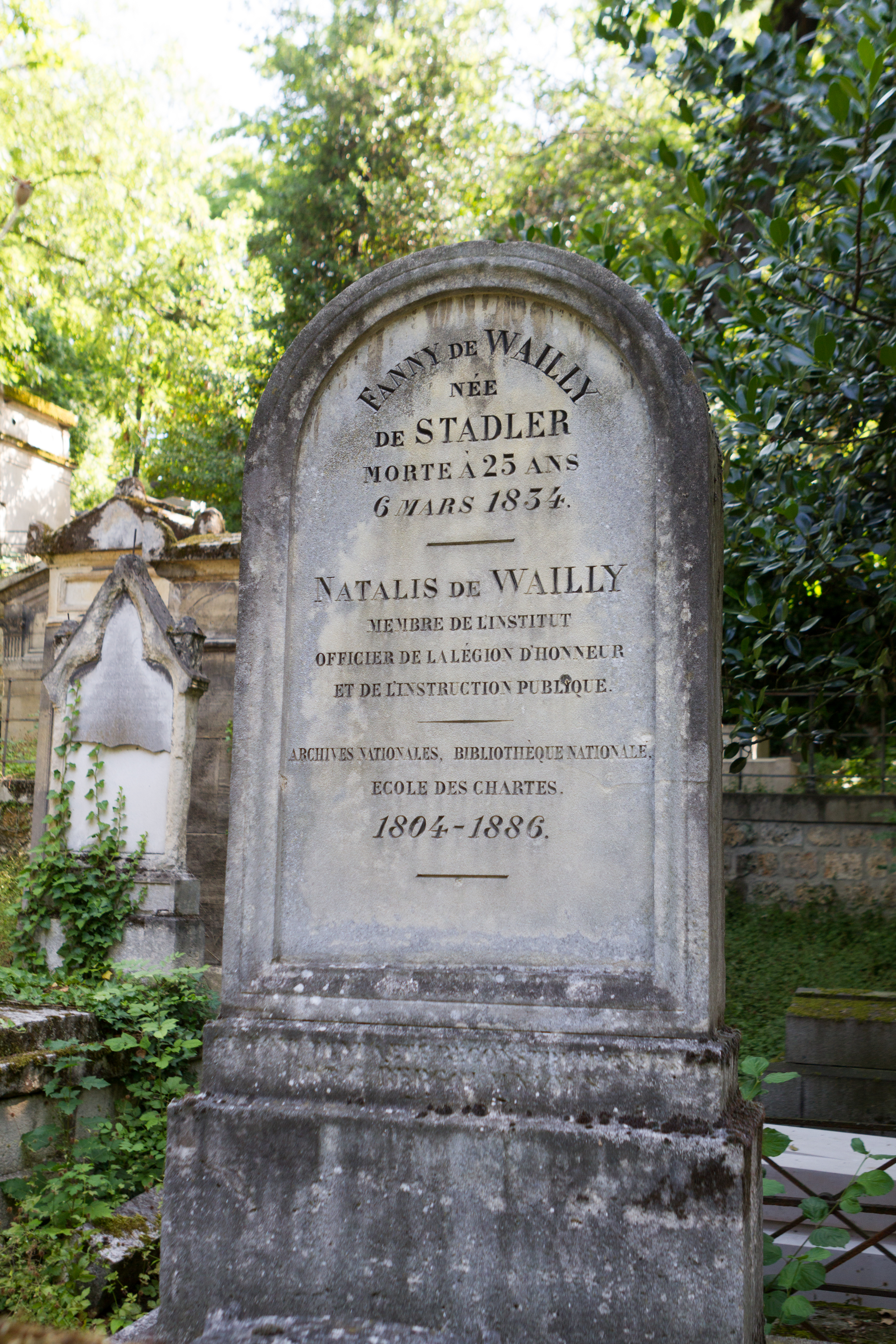
Tomba de Natalis de Wailly al cementiri de Père-Lachaise.

Natalis de Wailly (Mézières, (Ardenes), 10 de maig de 1805 – París, 4 de desembre de 1886) va ser un arxivista i historiador francès.
És considerat un dels pares de l'arxivística, ja que va és l'encarregat de formular per primera vegada el Principi de Provinença. Va ser cap de la Secció Administrativa dels Arxius Nacionals. El 24 d'abril de 1841, va formular la Circular: "Instruccions per a l'arranjament i l'organització dels arxius departamentals i municipals" on s'ordenava reunir els documents per fons, reunir en una mateixa unitat tots els documents procedents d'una organització, d'un establiment o d'un individu. «[…] rassembler les différents documents par fonds, c’est-à-dire former collection de tous les titres qui proviennent d'un corps, d'un établissement, d'une famille ou d'un individu [...]» 
El 1854 va ser nomenat cap de la secció de manuscrits de la biblioteca imperial (actual Biblioteca Nacional de França).
Va publicar molts treballs de recerca i d'edició de textos medievals. Fou escollit membre de l'Académie des inscriptions et belles-lettres el 1841; fou director de l'École des Chartes de 1854 a 1857. Fou membre del Comité des travaux historiques et scientifiques, de la Société de l'histoire de France, fundador, amb d'altres, de la Société des anciens textes français, etc.